# 루마니아 국립은행
루마니아 국립은행(루마니아어: Banca Naşională a României, BNR, 영어: National Bank of Romania)은 루마니아의 중앙은행으로 1880년 4월에 설립되었다. 본부는 수도 부쿠레슈티에 있다.
루마니아 국립은행은 루마니아 레우 발행을 담당하며 통화 정책을 설정하고 통화 준비금을 보유하며 환율을 관리한다.

## 같이 보기
- 루마니아의 경제
- 루마니아 레우

## 사진

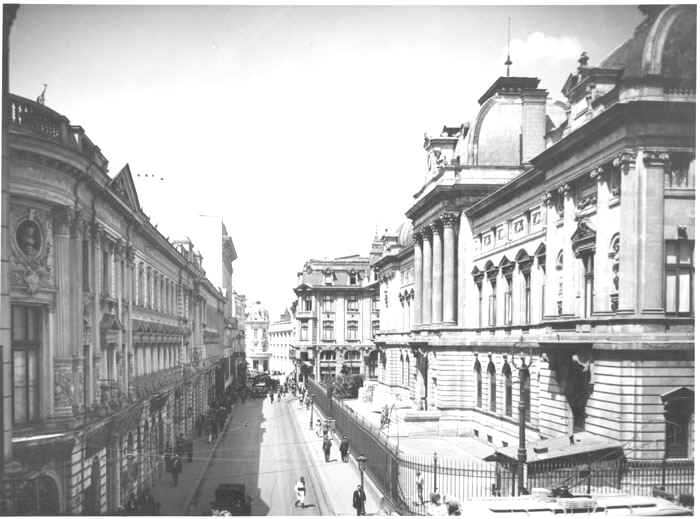
1920년 루마니아 국민은행
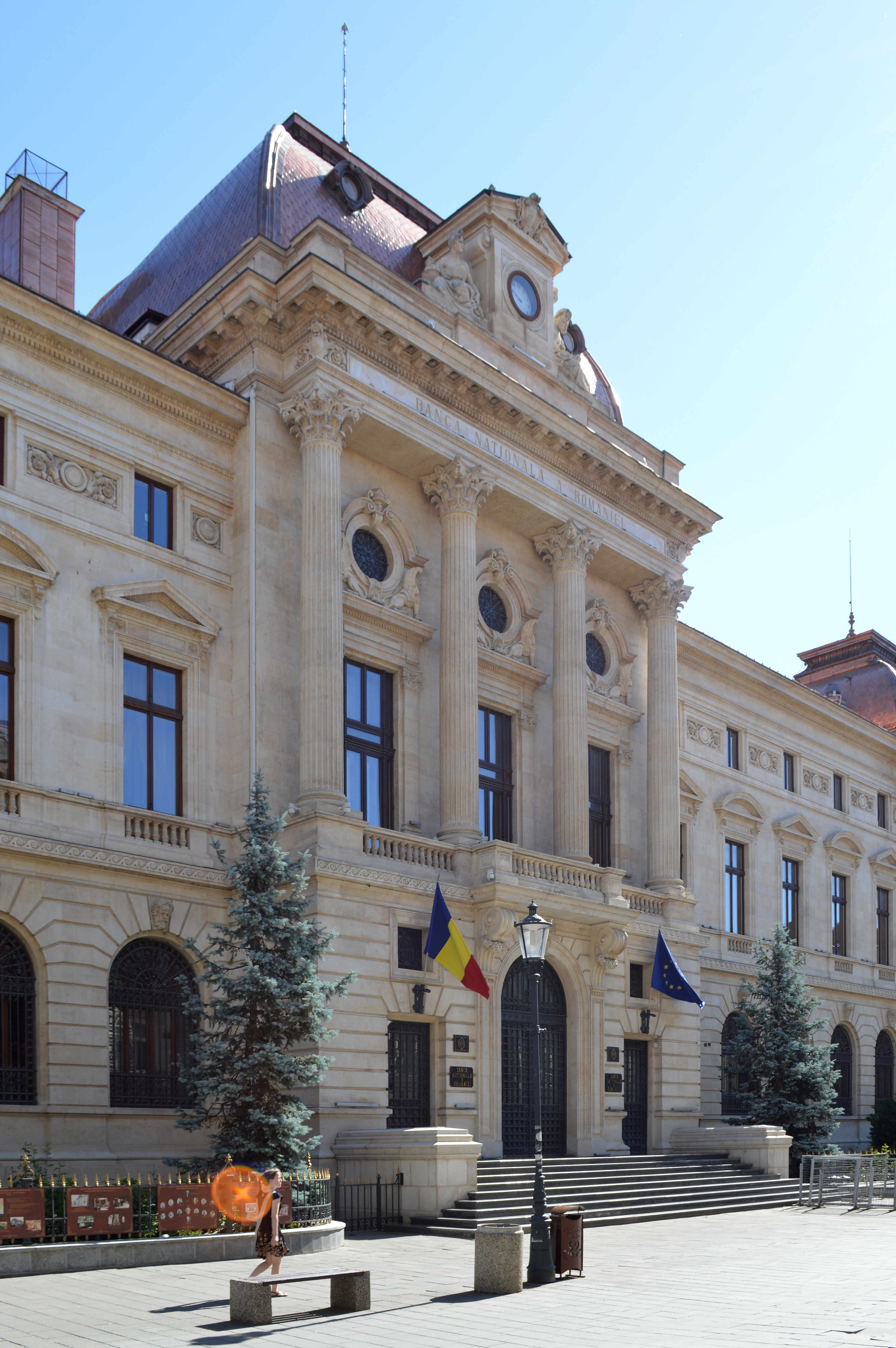
2017년 사진
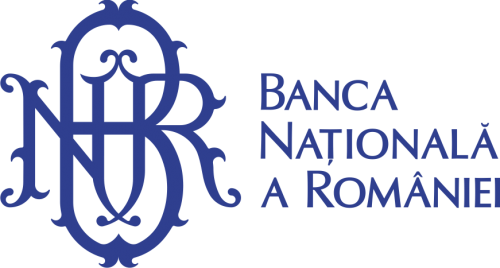
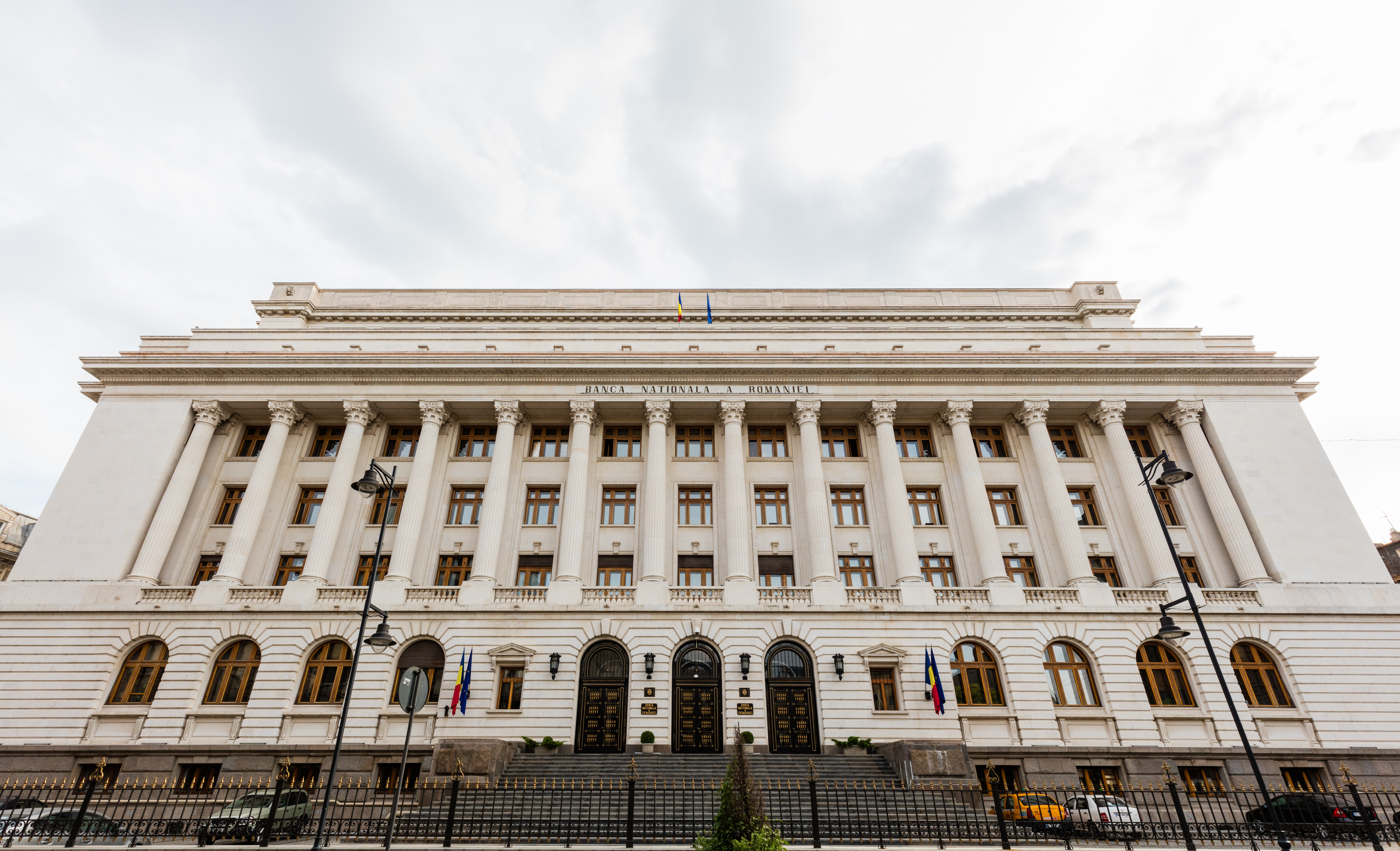
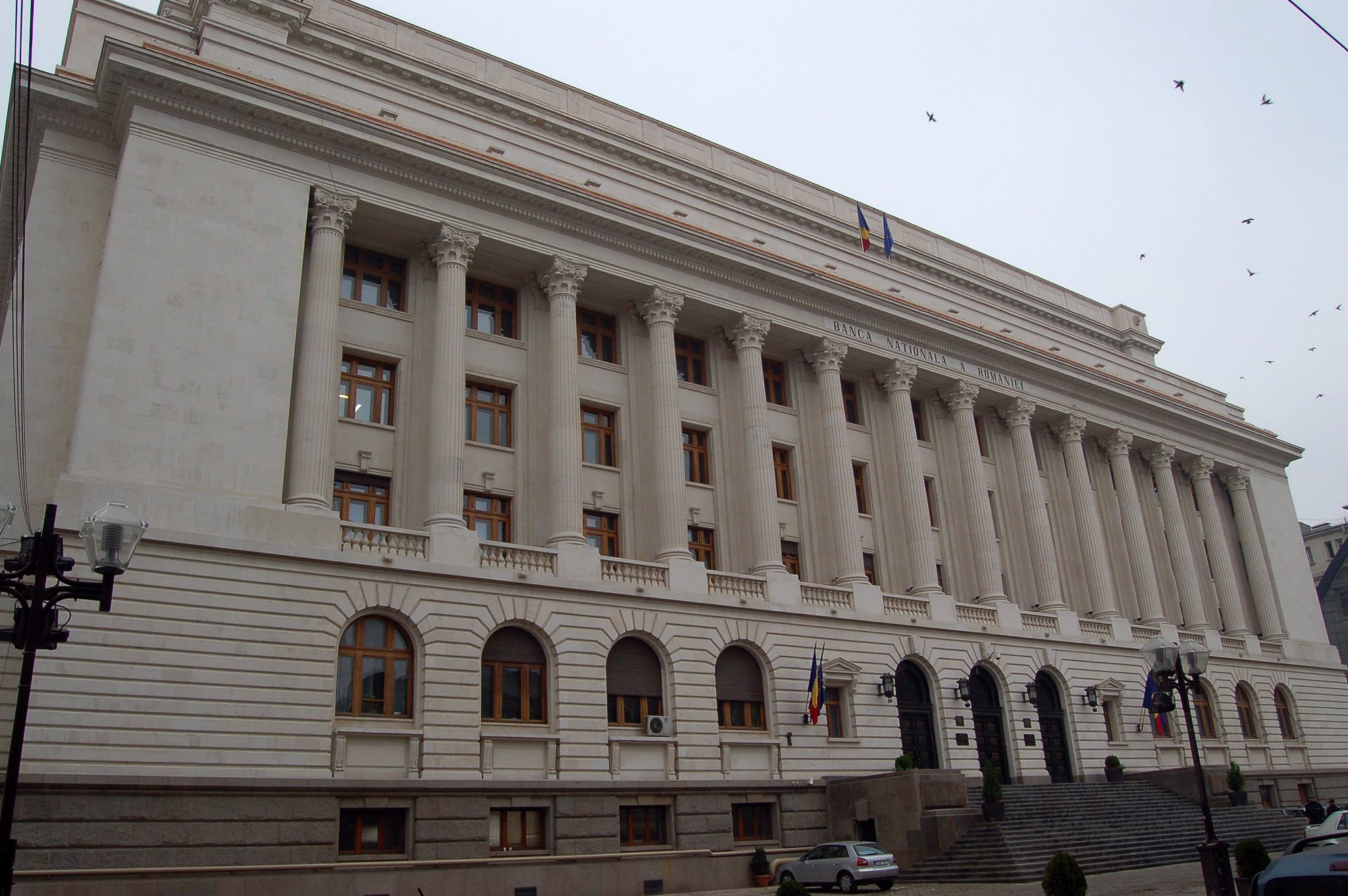
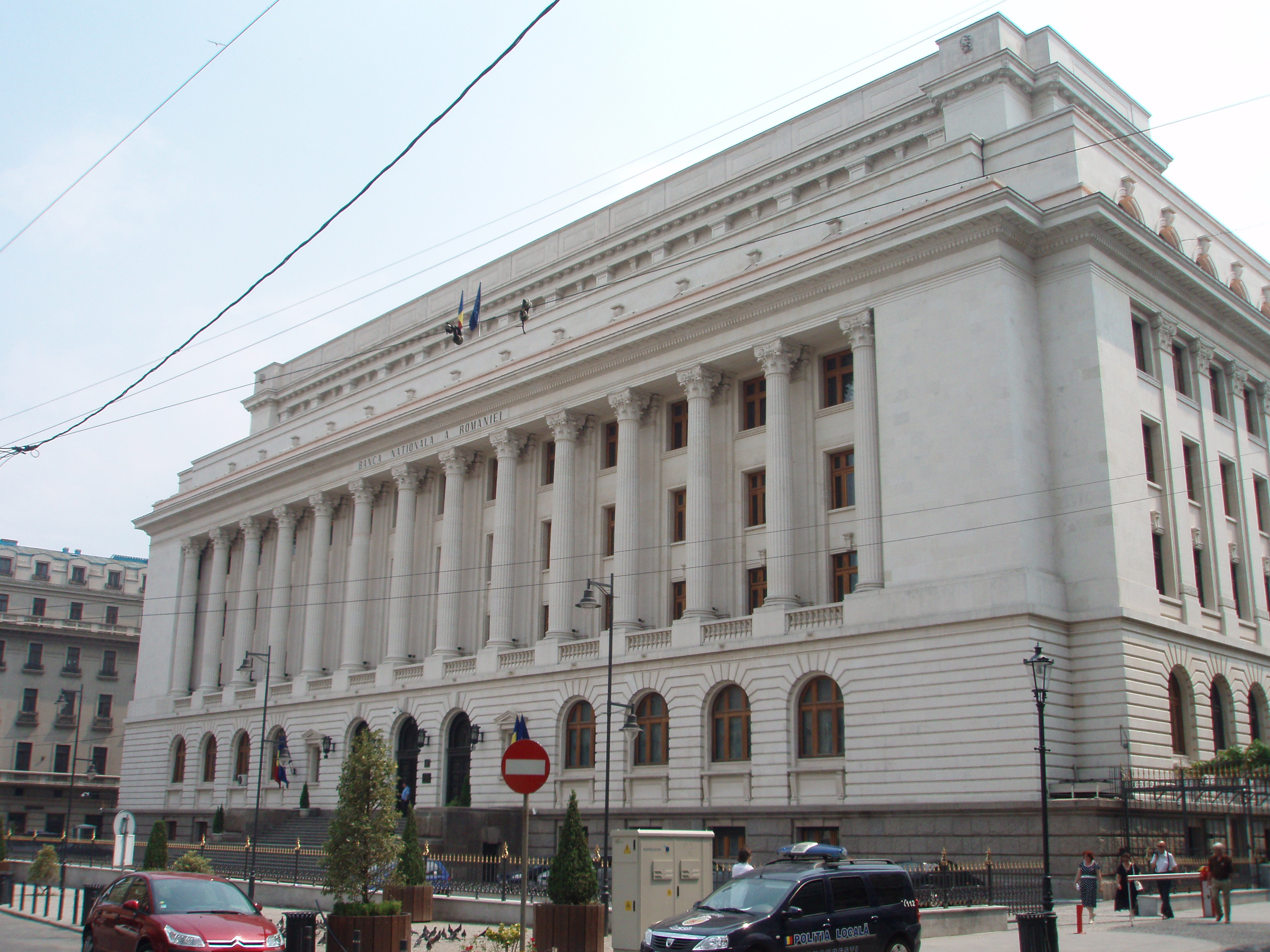
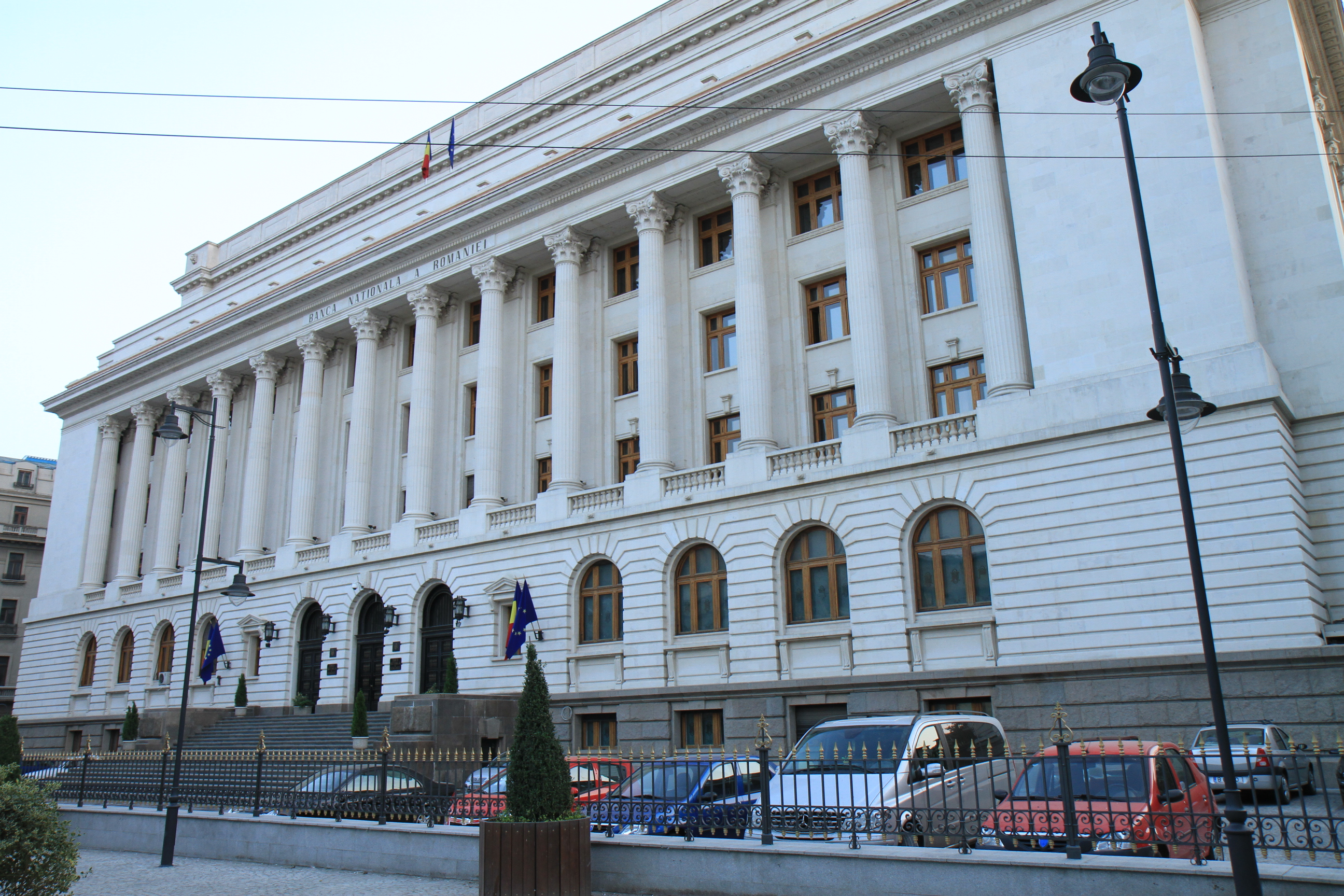
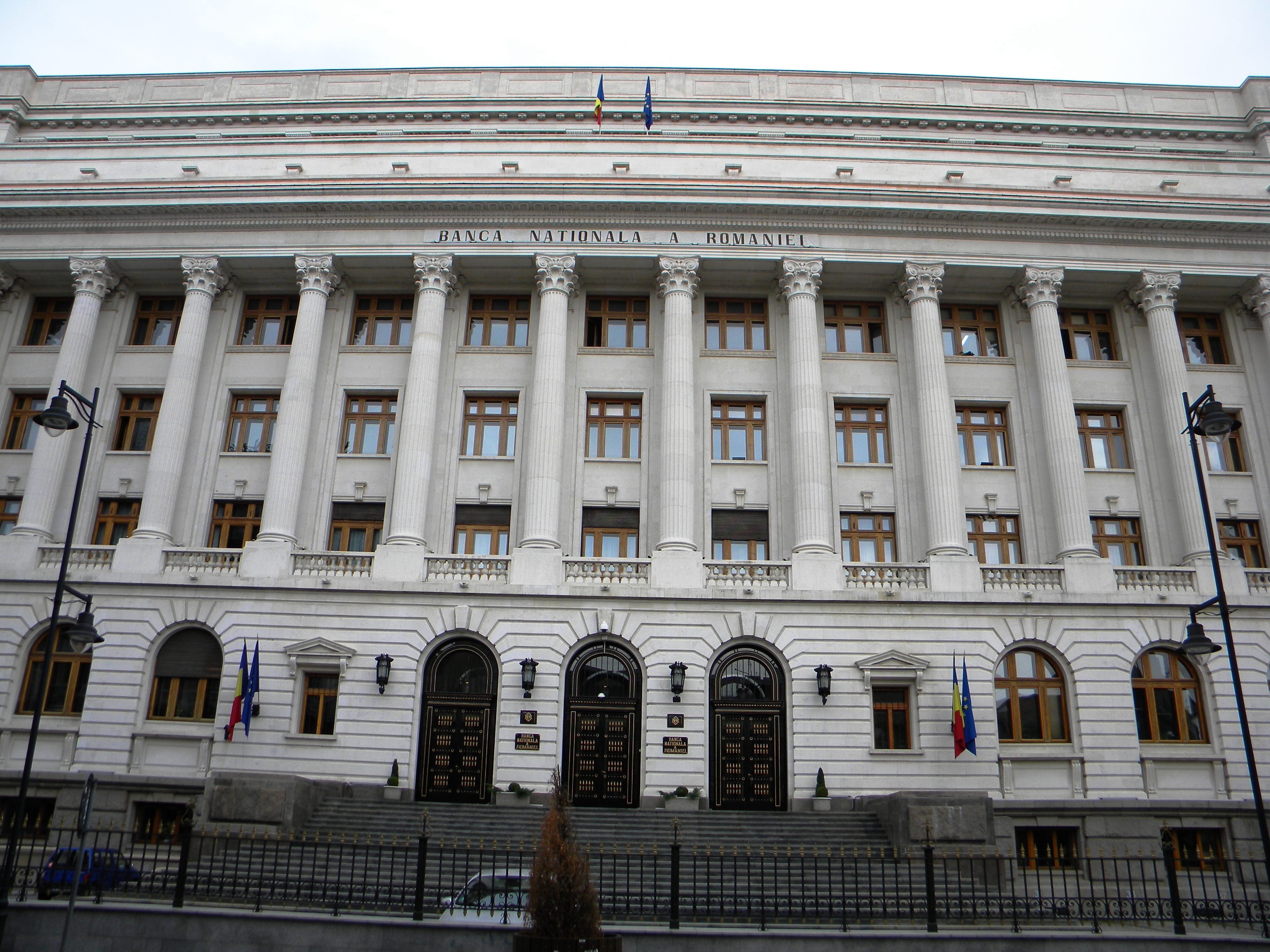
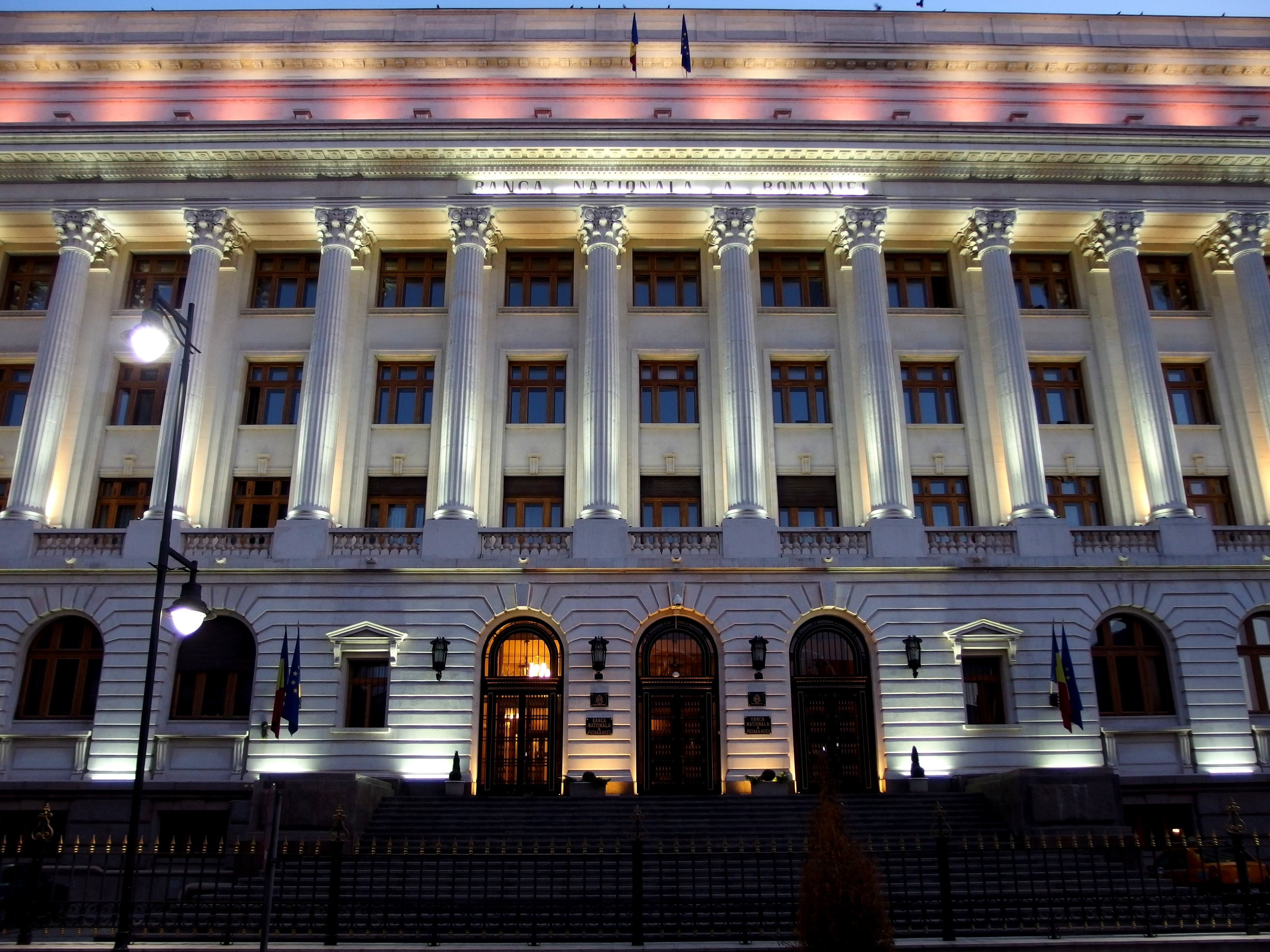
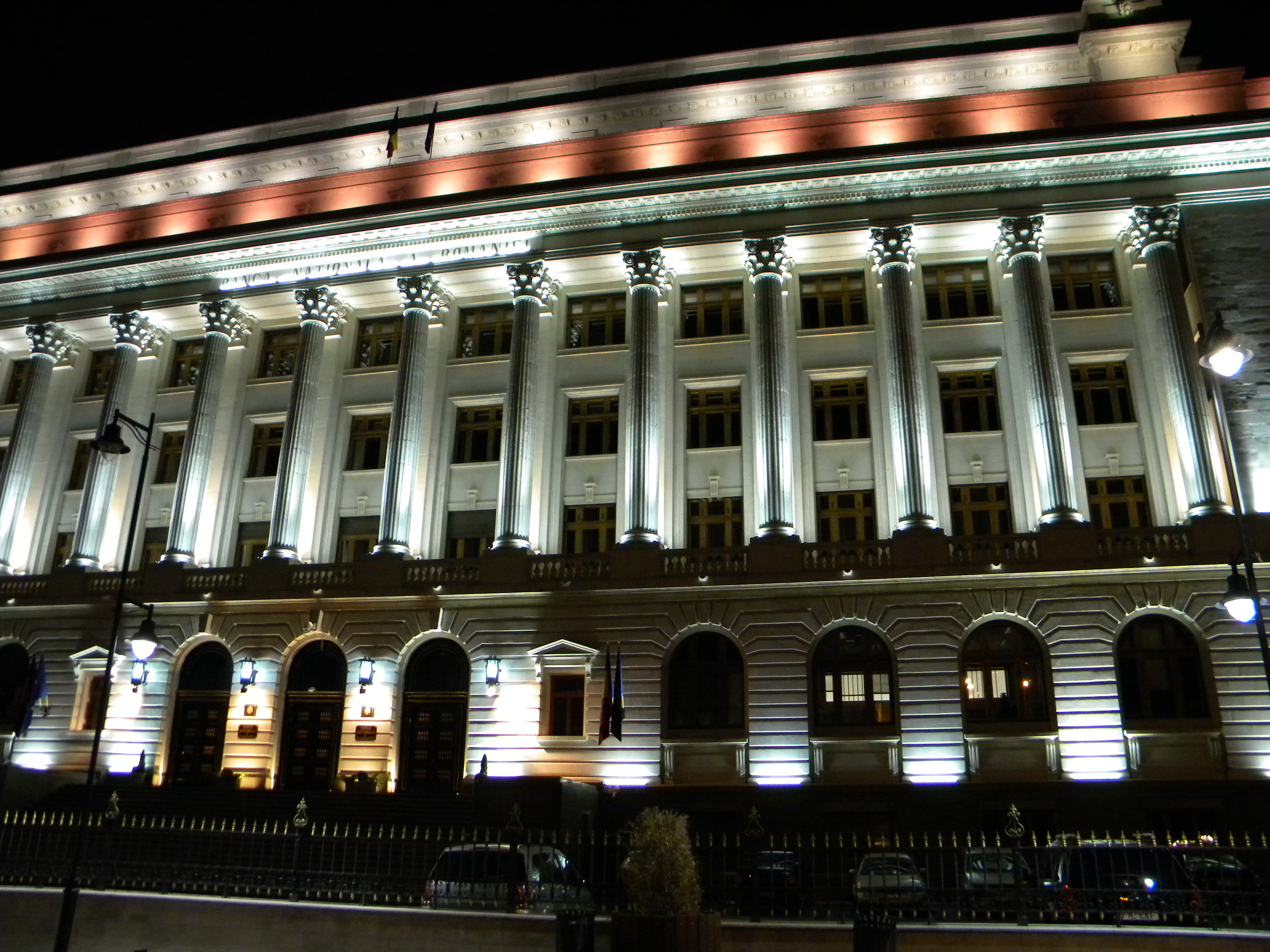
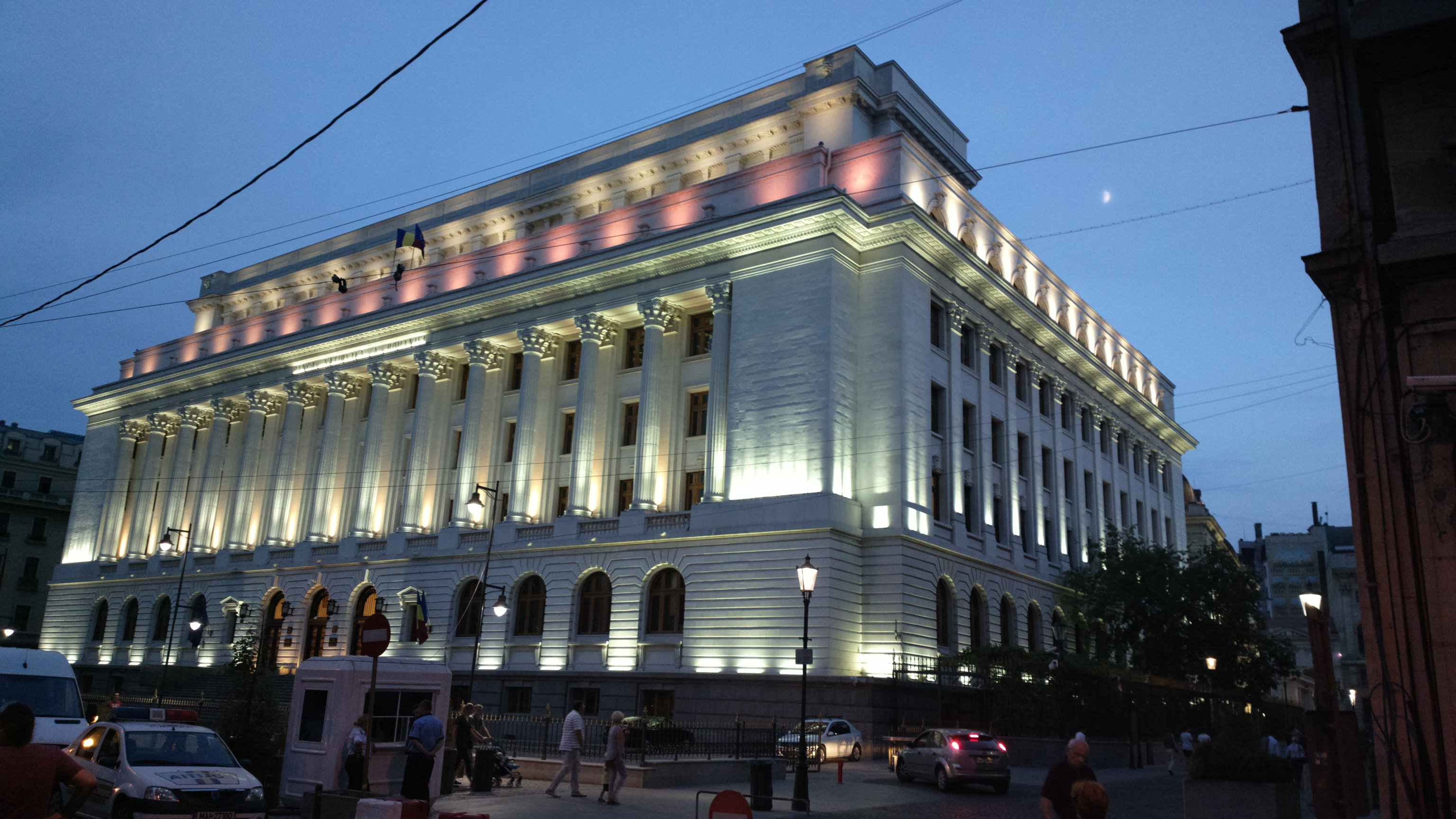
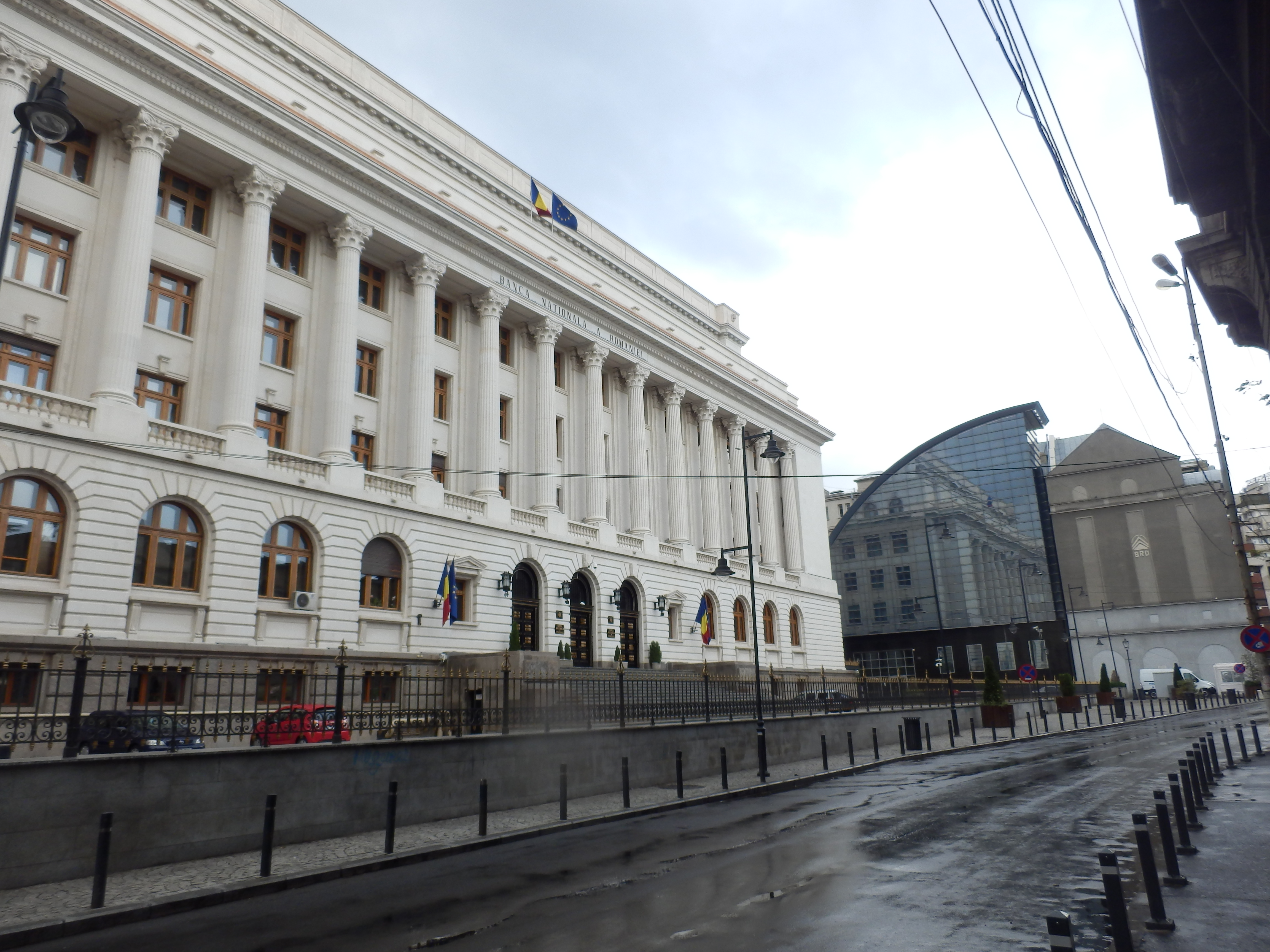